# Dissiliaria muelleri
Dissiliaria muelleri là một loài thực vật có hoa trong họ Picrodendraceae. Loài này được Baill. mô tả khoa học đầu tiên năm 1867.